# Violet Webb
Violet Blanche Webb, coniugata Simpson (Willesden, 3 febbraio 1915 – Northwood, 27 maggio 1999), è stata una velocista britannica, vincitrice della medaglia di bronzo nella staffetta 4×100 metri ai Giochi olimpici di Los Angeles nel 1932.

## Biografia
Nei giochi olimpici statunitensi del 1932 nella Staffetta 4×100 metri vinse il bronzo con Gwend Porter, Eileen Hiscock e Nellie Halstead.
Ai giochi del Commonwealth del 1934 vinse una medaglia di bronzo.

## Palmarès
| Anno | Manifestazione           | Sede        | Evento                | Risultato | Prestazione | Note |
| ---- | ------------------------ | ----------- | --------------------- | --------- | ----------- | ---- |
| 1932 | Giochi della X Olimpiade | Los Angeles | Staffetta 4×100 metri | Bronzo    | 47”6        |      |